# Bilderbergconferentie 1982

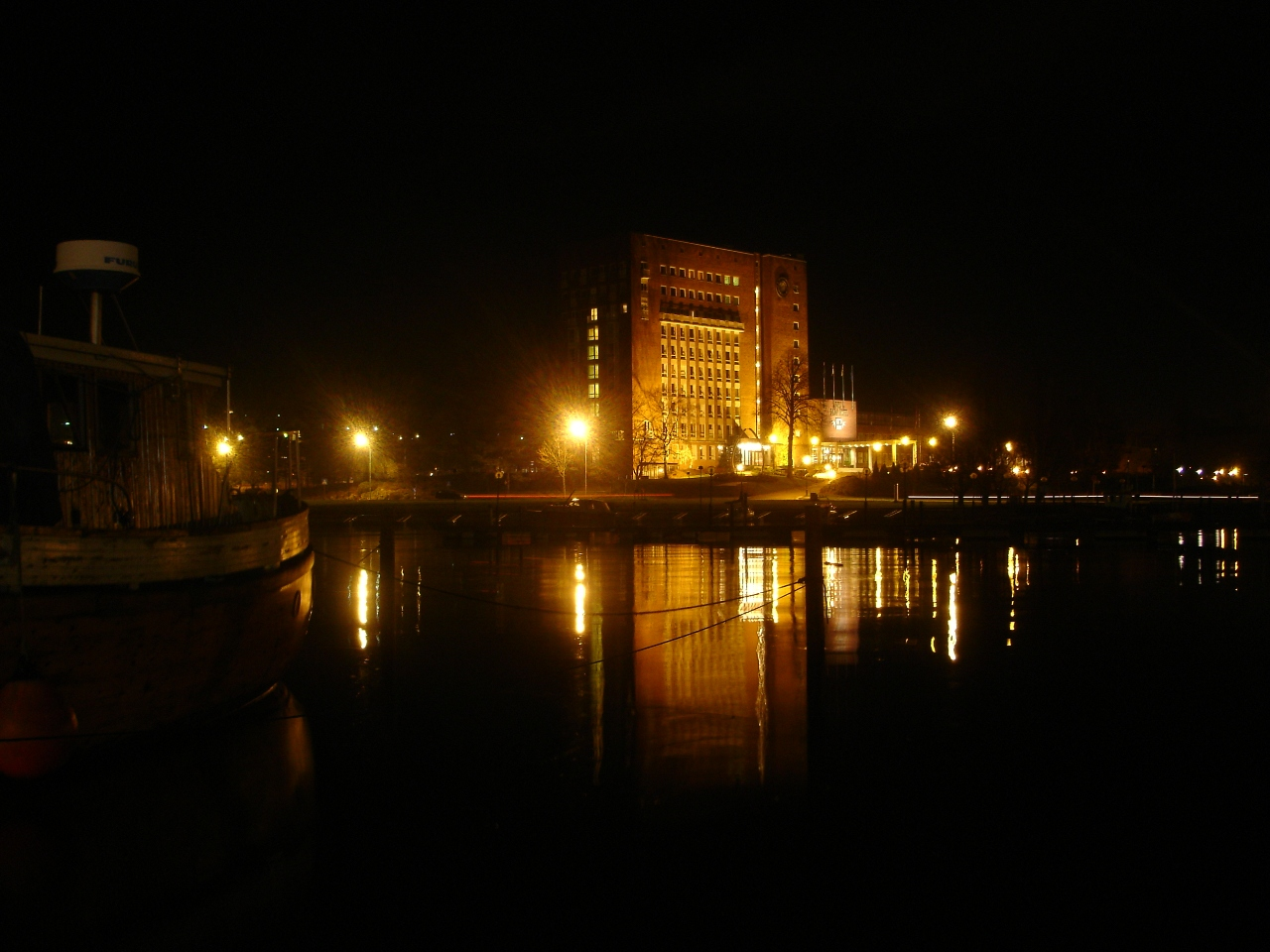
Parkhotel Sandefjord

De Bilderbergconferentie van 1982 werd gehouden van 14 t/m 16 mei 1982 in het Rica Park Hotel in Sandefjord, Noorwegen. Vermeld zijn de officiële agenda indien bekend, alsmede namen van deelnemers indien bekend. Achter de naam van de opgenomen deelnemers staat de hoofdfunctie die ze op het moment van uitnodiging uitoefenden.

## Agenda
Tensions in European-American Relations (spanningen in de Europees-Amerikaanse relatie)
- Divergent policies and attitudes in the North Atlantic Community (verschillen in beleid en houding binnen de Noord Atlantische gemeenschap)
- What can arms control achieve? (wat kan worden bereikt met wapencontrole?)
- Economic issues: dogmas and realities (economische zaken: dogma's en realiteiten)
- Discussion of Current events: (Discussie over huidige stand van zaken)
  - The Falkland Islands Crisis (De crisis m.b.t. de Falklandeilanden)
  - East-West Relations: Poland, Trade, and Finance (Oost-West relaties: Polen, handel en financiën)

## Deelnemers
- Nederland - Koningin Beatrix, staatshoofd der Nederlanden
- Nederland - Ernst van der Beugel, Nederlands emeritus hoogleraar Internationale Betrekkingen RU Leiden

1954 ·
1955 (1) ·
1955 (2) ·
1956 ·
1957 (1) ·
1957 (2) ·
1958 ·
1959 ·
1960 ·
1961 ·
1962 ·
1963 ·
1964 ·
1965 ·
1966 ·
1967 ·
1968 ·
1969 ·
1970 ·
1971 ·
1972 ·
1973 ·
1974 ·
1975 ·
(1976) ·
1977 ·
1978 ·
1979 ·
1980 ·
1981 ·
1982 ·
1983 ·
1984 ·
1985 ·
1986 ·
1987 ·
1988 ·
1989 ·
1990 ·
1991 ·
1992 ·
1993 ·
1994 ·
1995 ·
1996 ·
1997 ·
1998 ·
1999 ·
2000 ·
2001 ·
2002 ·
2003 ·
2004 ·
2005 ·
2006 ·
2007 ·
2008 ·
2009 ·
2010 ·
2011 ·
2012 ·
2013 ·
2014 ·
2015 ·
2016 ·
2017 ·
2018 ·
2019 ·
2020 ·
2021 ·
2022 ·
2023